# Srb (Gračac)
Szereb (horvátul Srb) falu Horvátországban Zára megyében. Közigazgatásilag Gračachoz tartozik.

## Fekvése
Zárától légvonalban 76, közúton 101 km-re, községközpontjától légvonalban 23, közúton 37 km-re északkeletre, Lika déli részén, a bosnyák határ mellett fekszik. Két településrésze Donji és Gornji Srb.

## Története
Srb története szorosan kapcsolódik a határában a Sredica-patak feletti magaslaton található középkori vár történetéhez. A vár első említése 1345-ben történt „castrum Szereb” alakban magyar királyi várként. 1528-ig Srb és vidékének lakossága kizárólag a Lapčan nemzetségből származó horvát volt. 1551-ben Lenkovics János császári generális levélben tájékoztatja Ferdinánd királyt,  hogy a török az Oszmán Birodalom belső területeiről több ezer morlakot és vlachot vezet Srb és a Knin melletti Kosovo mező környékére. Ezekkel a vlachokkal valószínűleg pravoszláv szerzetesek is érkeztek, akik itt pravoszláv kolostorokat alapítottak. Idővel a szerb pravoszláv egyház hatására ezek a vlachok a legnagyobb számban 1830-tól szerbeknek vallották magukat.
A településnek 1857-ben 861, 1910-ben 1257 lakosa volt. Az első világháború után előbb a Szerb-Horvát-Szlovén Királyság, majd Jugoszlávia része lett. 1941. április 10-én az usztasák kikiáltották a Független Horvát Államot, melynek Srb is a része lett. 1941. július 27-én kitört a szerb felkelés a Független Horvát Állam hatóságai ellen. Srben is elfoglalták és lerombolták a helyi csendőrállomást, elrabolták, megkínozták, majd kegyetlen módon meggyilkolták Juraj Gospodnetićet a helyi katolikus plébánost. 1991-ben már a falu csaknem teljes lakossága szerb nemzetiségű volt. Lakói még ez évben csatlakoztak a Krajinai Szerb Köztársasághoz. A horvát hadsereg 1995 augusztusában a Vihar hadművelet során foglalta vissza a települést. Szerb lakói elmenekültek. 1995-ig Srb Donji Lapac községhez tartozott. A településnek 2011-ben 450 lakosa volt.

## Lakosság

### Donji Srb
| Lakosság változása | Lakosság változása | Lakosság változása | Lakosság változása | Lakosság változása | Lakosság változása | Lakosság változása | Lakosság változása | Lakosság változása | Lakosság változása | Lakosság változása | Lakosság változása | Lakosság változása | Lakosság változása | Lakosság változása | Lakosság változása |
| ------------------ | ------------------ | ------------------ | ------------------ | ------------------ | ------------------ | ------------------ | ------------------ | ------------------ | ------------------ | ------------------ | ------------------ | ------------------ | ------------------ | ------------------ | ------------------ |
| 1857               | 1869               | 1880               | 1890               | 1900               | 1910               | 1921               | 1931               | 1948               | 1953               | 1961               | 1971               | 1981               | 1991               | 2001               | 2011               |
| 861                | 1.043              | 1.058              | 662                | 694                | 1.257              | 1.302              | 1.395              | 587                | 516                | 590                | 810                | 909                | 1.098              | 255                | 450                |

(1857-től 1890-ig, 1910-től 1931-ig Gornji Srbbel együtt, 2011-től Srb néven Donji és Gornji Srb együtt.)

### Gornji Srb
| Lakosság változása | Lakosság változása | Lakosság változása | Lakosság változása | Lakosság változása | Lakosság változása | Lakosság változása | Lakosság változása | Lakosság változása | Lakosság változása | Lakosság változása | Lakosság változása | Lakosság változása | Lakosság változása | Lakosság változása | Lakosság változása |
| ------------------ | ------------------ | ------------------ | ------------------ | ------------------ | ------------------ | ------------------ | ------------------ | ------------------ | ------------------ | ------------------ | ------------------ | ------------------ | ------------------ | ------------------ | ------------------ |
| 1857               | 1869               | 1880               | 1890               | 1900               | 1910               | 1921               | 1931               | 1948               | 1953               | 1961               | 1971               | 1981               | 1991               | 2001               | 2011               |
| 0                  | 0                  | 0                  | 459                | 546                | 0                  | 0                  | 0                  | 384                | 414                | 366                | 346                | 318                | 356                | 79                 | 0                  |

(1857-től 1890-ig, 1910-től 1931-ig és 2011-ben lakosságát Donji Srbhez számlálták.)

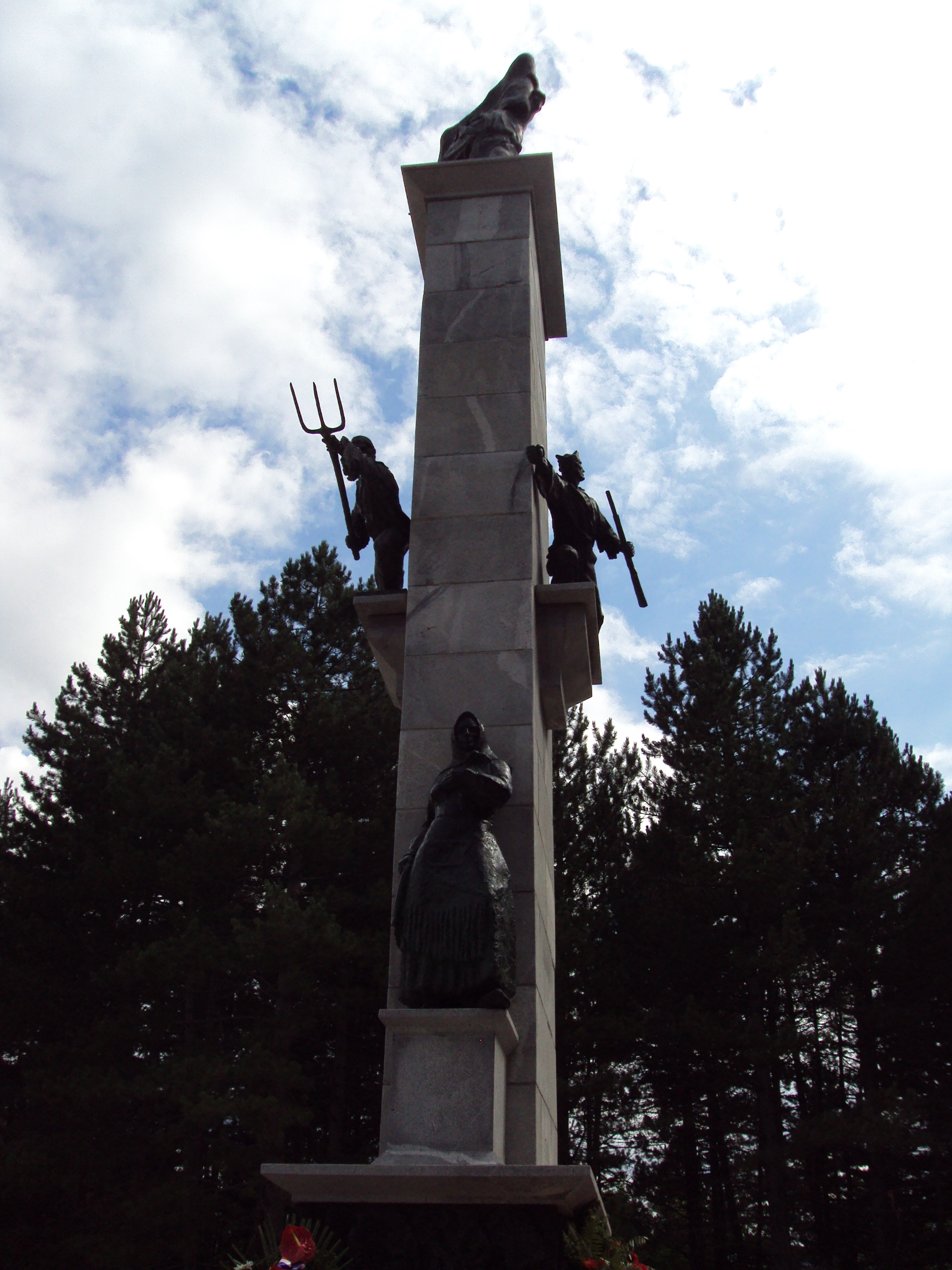
A népi felkelés emlékműve.

## Nevezetességei
- A Sredica-patak felett emelkedő Kula-hegyen állnak Srb (Szereb) középkori várának romjai.
- Rađenović történelem előtti várának romjai.
- A falutól nyugatra található Čemernica ókori régészeti lelőhely.
- Cimiter középkori régészeti lelőhely.
- Kula középkori régészeti lelőhely.
- Podurljaj középkori temetője korabeli sírkövekkel.
- A népi felkelés emlékműve 1951-ben épült, 1995-ben a bevonuló horvát csapatok lerombolták. 2011-ben újjáépítették.

## Fordítás
Ez a szócikk részben vagy egészben  a   Srb című horvát Wikipédia-szócikk ezen változatának fordításán alapul.  Az eredeti cikk szerkesztőit annak laptörténete sorolja fel. Ez a jelzés csupán a megfogalmazás eredetét és a szerzői jogokat jelzi, nem szolgál a cikkben szereplő információk forrásmegjelöléseként.